# Размышления о Французской революции
«Размышления о Французской революции» (англ. Reflections on the Revolution in France, в других переводах — «Размышления о революции во Франции», «Размышления англичан о Французской революции») — трактат английского парламентария Эдмунда Берка, содержащий развёрнутую критику программ революционного переустройства общества и написанный в разгар французской революции в 1790 году.
Трактат вызвал широкую общественную дискуссию, в частности из-за параллельной ораторской деятельности Берка в парламенте и как яркое выражение идеологии консерватизма. Сторонники революции и демократии ответили на него трактатами «Защита прав человека» Мэри Уолстонкрафт (1790) и «Права человека» Томаса Пейна (1791).
Французскую революцию в этом тексте Бёрк «резко и однозначно осуждал как попытку разрушить устоявшийся социальный порядок и заменить его чисто умозрительной и поэтому нежизнеспособной схемой общественных отношений, разработанной философами-энциклопедистами». Предсказывал её крах и перерождение в подобие того, что было раньше.